# هال فولر
هال فولر (بالإنجليزية: Hal Fowler)‏ هو لاعب بوكر أمريكي، ولد في 12 يناير 1927 في فيرمونت في الولايات المتحدة، وتوفي في 7 نوفمبر 2000 في تولاري في الولايات المتحدة بسبب السكري.